# Szlak Wzgórz Szymbarskich
Szlak Wzgórz Szymbarskich – czarny znakowany szlak turystyczny wytyczony przez obszar powiatów kartuskiego i gdańskiego prowadzący z Sierakowic do Sopotu, kaszubskim obszarem województwa pomorskiego (liczący ok. 122 km długości).

## Przebieg Szlaku

### Lasy Mirachowskiena obszarzeKaszubskiego Parku Krajobrazowego
- Sierakowice
- Jezioro Bukowskie
- Rezerwat przyrody Jezioro Turzycowe
- Łączki

### Szwajcaria Kaszubskaw obrębieKaszubskiego Parku KrajobrazowegoiWzgórz Szymbarskich
- Wygoda Łączyńska
- Łączyno
- Brama Kaszubska
- Zgorzałe
- Uniradze
- Gołubie
- Gołubieński Ogród Botaniczny
- Jezioro Kniewo
- Potuły
- Szymbark
- Szczyt Wieżyca
- Rąty
- Sławki

### Odcinekraduńsko-przywidzki
- Wyczechowo
- Borcz
- Majdany
- Huta Dolna
- Marszewo
- Czapielsk
- Jezioro Łapińskie
- Jezioro Łapino Górne
- Jezioro Otomińskie
- Kokoszki
- Matarnia

### Trójmiejski Park Krajobrazowy
- Dolina Radości
- Rezerwat przyrody Źródliska w Dolinie Ewy
- Dolina Świemirowska
- Wilczy Parów
- Opera Leśna
- Sopot (stacja kolejowa)

## Galeria

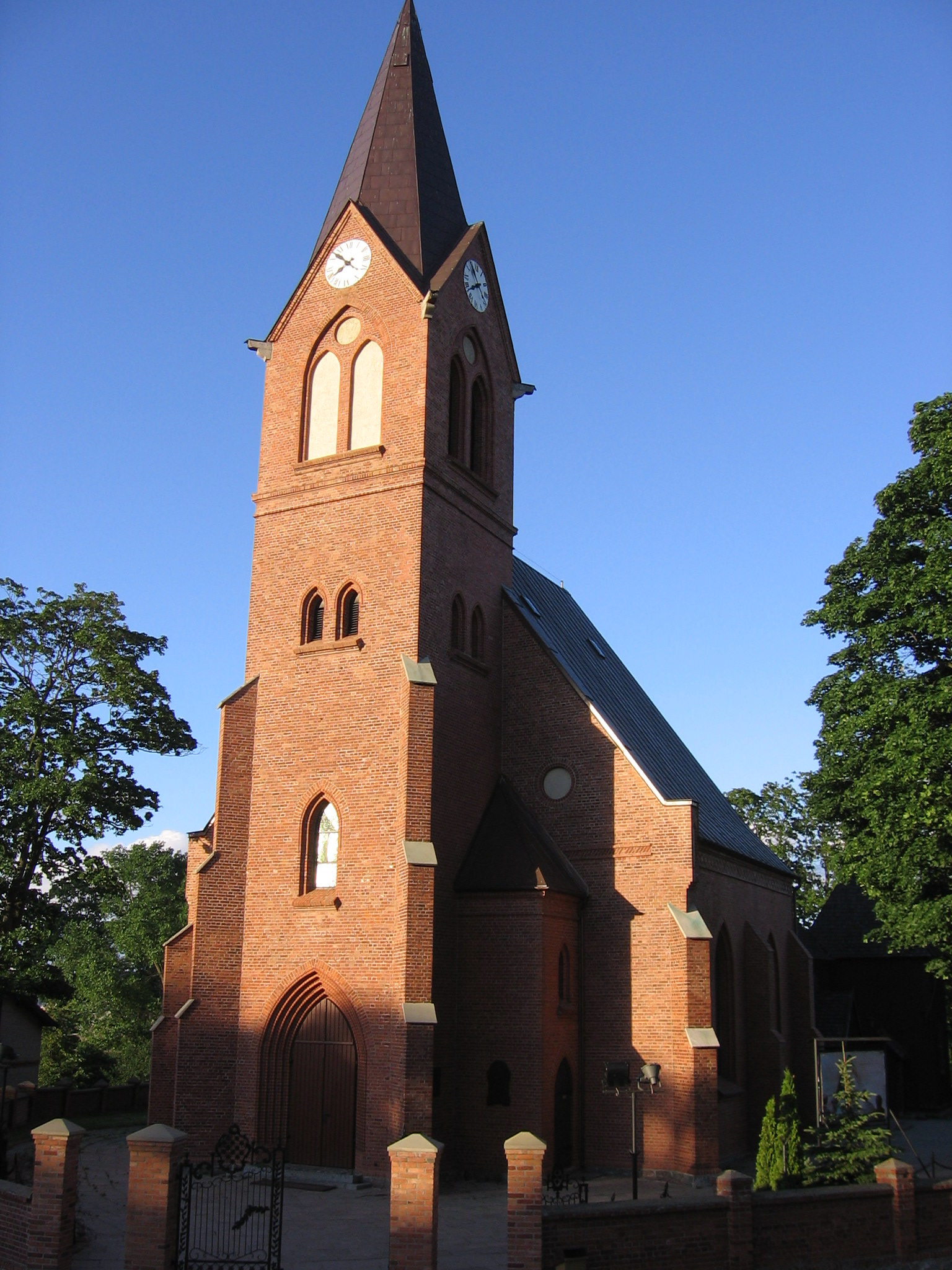
Kościół w Sierakowicach
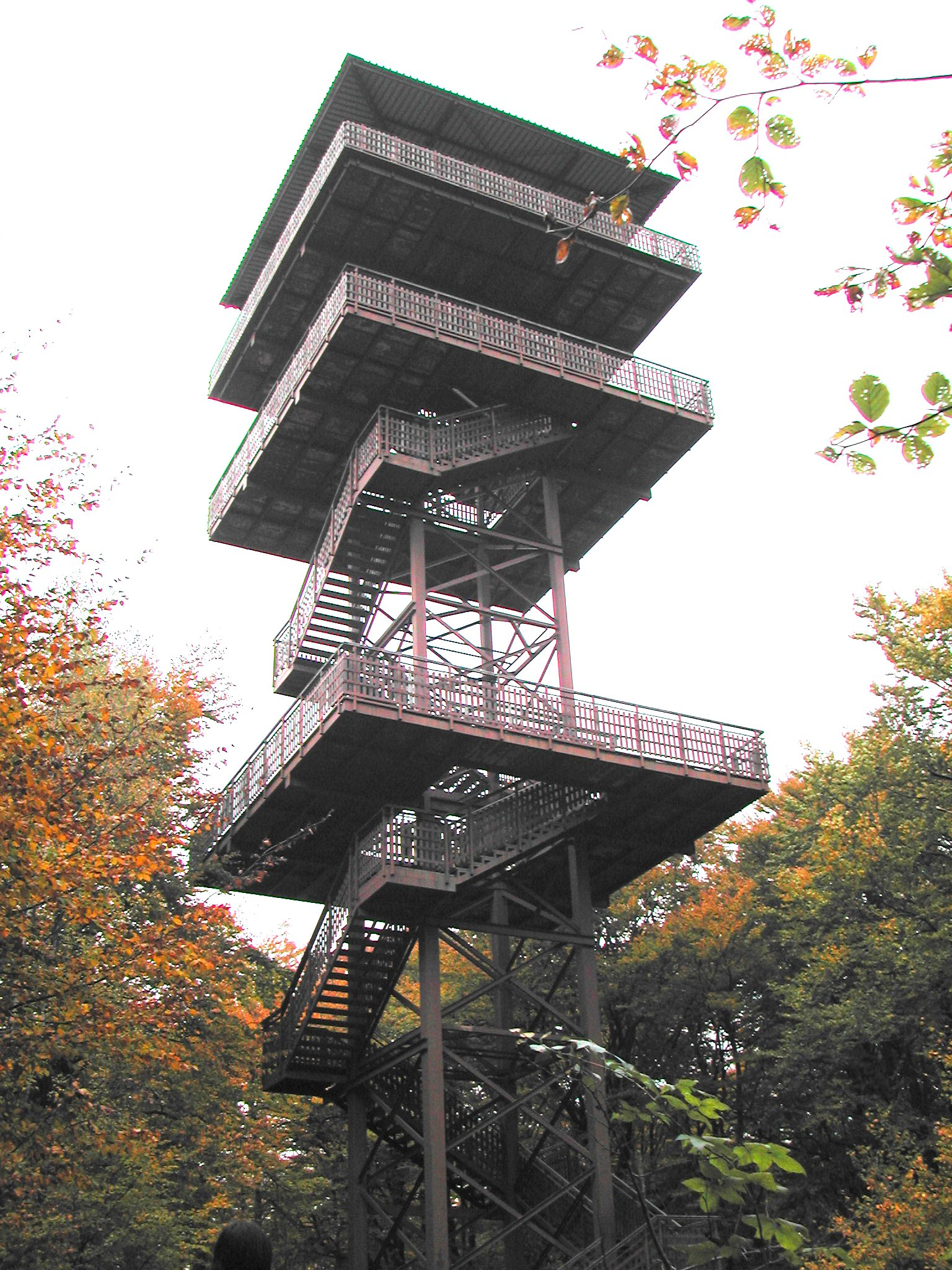
Rezerwat przyrody Szczyt Wieżyca
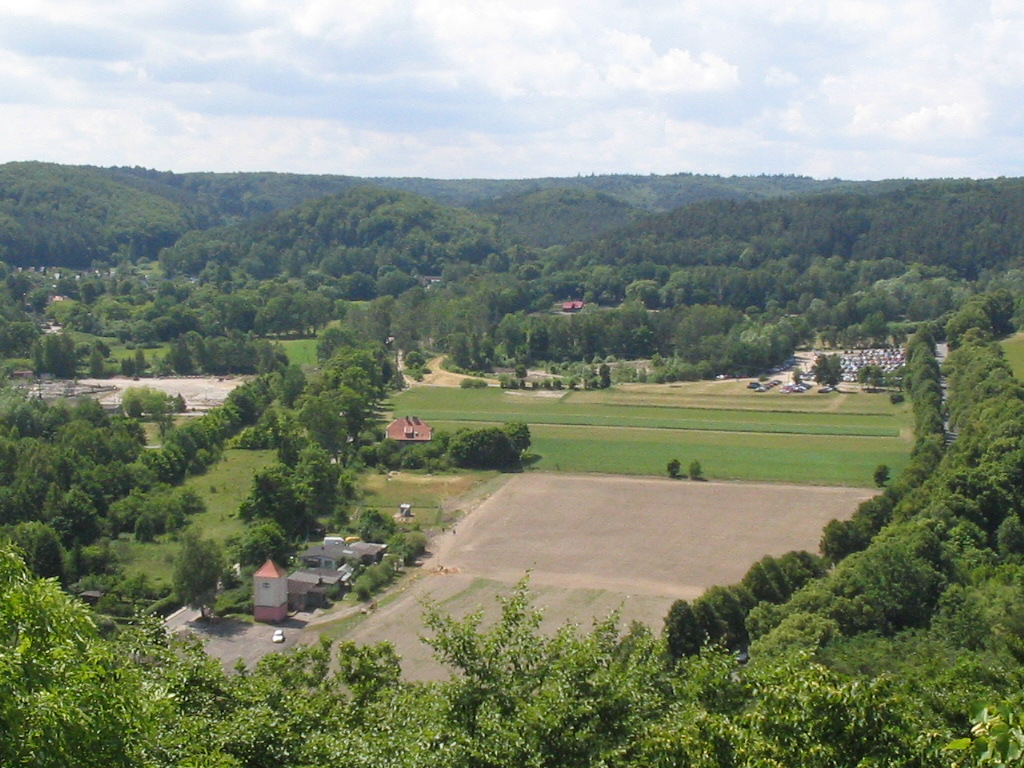
Dolina Radości
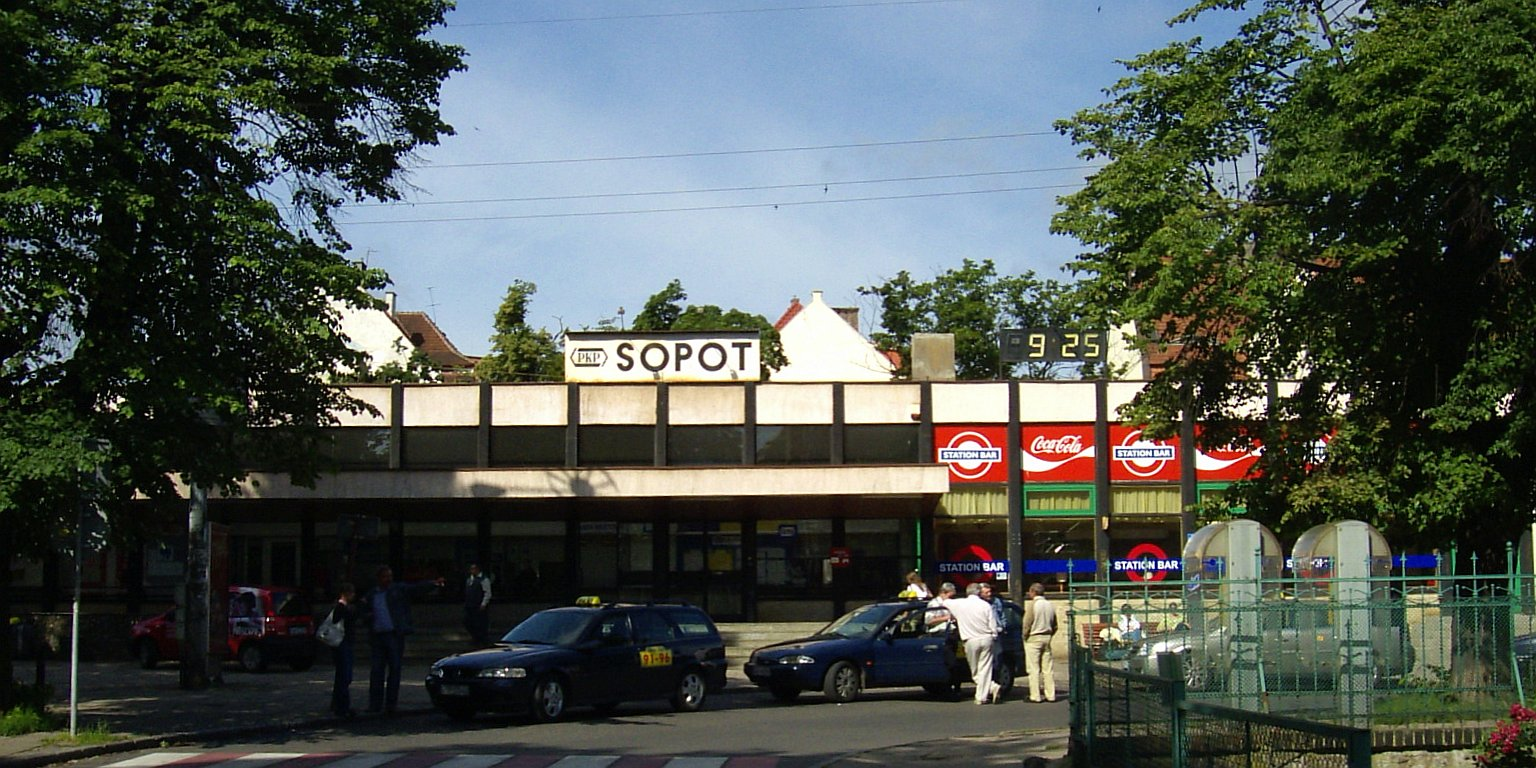
Sopot (stacja kolejowa)